# Sphaerosyllis multipapillata
Sphaerosyllis multipapillata är en ringmaskart som beskrevs av Hartmann-Schröder 1979. Sphaerosyllis multipapillata ingår i släktet Sphaerosyllis och familjen Syllidae. Inga underarter finns listade i Catalogue of Life.